# Кызылординская область
Кызылординская область (каз. Қызылорда облысы / Qyzylorda oblysy, рус. Кзыл-Ординская) — область в составе Республики Казахстан. Образована 15 января 1938 года. Расположена в южной части республики. Административный центр — город Кызылорда.
Кызылординская область награждена орденом Ленина (21 августа 1967 г).

## История
На территории Кызылординской области в XIX веке проживали племена Младшего жуза: алшыны (алимулы) (байулы), (жетиру); Среднего жуза: Арғын,кыпшак (кулан-кыпшак), коныраты (коктинулы котенши), найманы (баганалы).

## География
Область расположена к востоку от Аральского моря, в нижнем течении реки Сырдарьи, в основном, в пределах Туранской низменности (высота 50-200 м). По левобережью Сырдарьи расположены обширные пространства бугристо-грядовых песков Кызылкумов, прорезаемых сухими руслами Жанадарьи и Куандарьи, по правобережью встречаются возвышенности (Егизкара, 288 м), участки песков (Арыскум и др.), неглубокие котловины, занятые такыровидными солончаками (Дариялы и другие). На севере находятся массивы бугристых песков (Малые Барсуки и Приаральские Каракумы, Жуанкум). На крайнем юго-востоке в пределы Кызылординской области заходят северо-западные отроги хребта Каратау (высота до 1419 м).
На северо-западе граничит с Шалкарским районом Актюбинской области, на севере с Иргизским районом Актюбинской области, на востоке с Отырарским, Сузакским районами Туркестанской области, на западе с Республикой Каракалпакстан Узбекистана, на северо-востоке с Улытауским районом Улытауской области, на юге с Навоийской областью Узбекистана.
Климат резко континентальный и крайне засушливый, с продолжительным жарким и сухим летом и со сравнительно тёплой, короткой и малоснежной зимой. Средняя температура июля на северо-западе 25,9 °C, на юго-востоке 28,2 °C, января соответственно 9,8 °C и 3,5 °C. Количество осадков на северо-западе у побережья Аральского моря около 100 мм (наименьшее в Казахстане), на юго-востоке в предгорьях Каратау до 175 мм.
В пределы Кызылординской области входит северо-восточная половина Аральского моря. Единственная крупная река Сырдарья, протекающая через центральную часть области с юго-востока на северо-запад на протяжении около 1 тыс. км, с сильно извилистым руслом, множеством протоков и рукавов и обширной заболоченной дельтой. Для защиты от паводков вдоль берегов реки построены дамбы, в 1956 году на реке Сырдарье была сооружена Кзыл-Ординская плотина, в 1958 году по руслу Жанадарьи пропущены воды реки для орошения полей и обводнения пастбищ.
Много солёных озёр (Жаксыкылыш, Камыслыбас, Арыс и др.), к лету часто высыхающих, в озёрах Купек и Терескен открыты лечебные грязи. На севере-востоке в пределы Кызылординской области заходят низовья реки Сарысу.
Значительная часть территории занята песками, почти лишёнными растительности, на закреплённых песках встречается полынно-типчаковая, солянковая растительность, а весной — эфемеровая на бурых и серозёмных супесчаных и солонцеватых почвах, в понижениях среди песков произрастают астрагалы, джузгуны, виды пырея. Бугристые пески закреплены белым саксаулом, тамариском, терескеном, биюргуном, полынями. В пойме Сырдарьи расположены аллювиально-луговые, часто засолённые почвы, покрытые луговой растительностью с редкими тугайными лесами и кустарниками (ивы, туранга и лох), в дельте и вдоль берегов — обширные заросли тростника. В пустыне много хищных (лисица-корсак, волк и др.) и копытных (сайгак) животных, а также грызунов, птиц (рябки и др.), в дельте Сырдарьи акклиматизирована ондатра.

## Административное деление

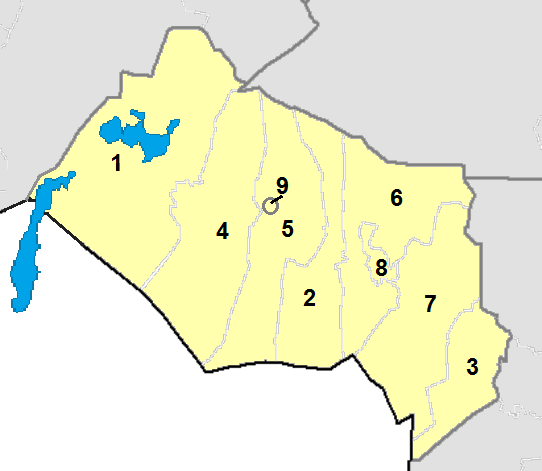
Административная карта области

На территории области расположены 7 районов, город областного подчинения Кызылорда, а также находящийся в аренде город областного значения Байконур.
1. Аральский район, центр — город Аральск
2. Жалагашский район, центр — село Жалагаш
3. Жанакорганский район, центр — село Жанакорган
4. Казалинский район, центр — посёлок Айтеке-Би
5. Кармакшинский район, центр — село Жосалы
6. Сырдарьинский район, центр — село Теренозек
7. Шиелийский район, центр — село Шиели
8. город Кызылорда
9. город Байконур

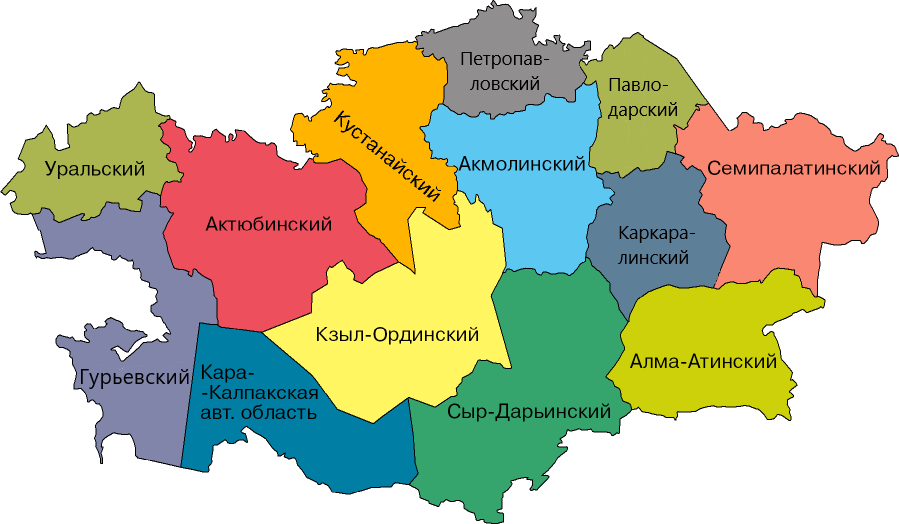
Округа Казакской АССР на начало 1930 года.

Территория Байконура находится в долгосрочной аренде у Российской Федерации. На территории города действует российское законодательство, используется российская валюта.
Общая территория области без земель, арендованных Российской Федерацией, составляет (по данным Комитета по управлению земельными ресурсами Министерство регионального развития Республики Казахстан) 240 414 км².

## Население

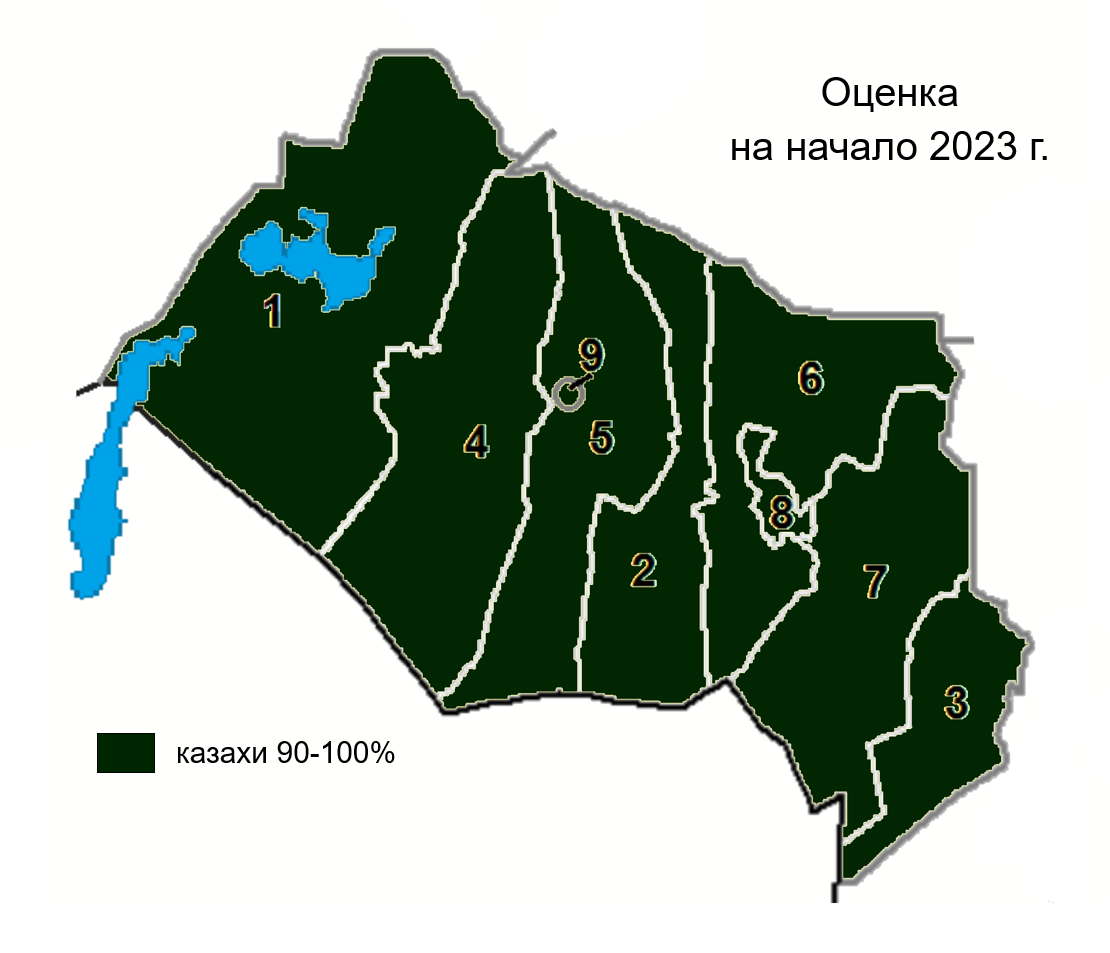
Крупнейший этнос по районам области по оценке на начало 2023 года

| Численность населения Кызылординской области | Численность населения Кызылординской области | Численность населения Кызылординской области | Численность населения Кызылординской области | Численность населения Кызылординской области | Численность населения Кызылординской области | Численность населения Кызылординской области | Численность населения Кызылординской области | Численность населения Кызылординской области |
| 1970                                         | 1979                                         | 1989                                         | 14.02.1999                                   | 2003                                         | 2004                                         | 2005                                         | 2006                                         | 2007                                         |
| -------------------------------------------- | -------------------------------------------- | -------------------------------------------- | -------------------------------------------- | -------------------------------------------- | -------------------------------------------- | -------------------------------------------- | -------------------------------------------- | -------------------------------------------- |
| 491 780                                      | ↗566 365                                     | ↗651 323                                     | ↘596 215                                     | ↗603 804                                     | ↗607 491                                     | ↗612 048                                     | ↗618 249                                     | ↗625 070                                     |
| 2008                                         | 2009                                         | 2010                                         | 2011                                         | 2012                                         | 2013                                         | 2014                                         | 2015                                         | 2016                                         |
| ↗632 234                                     | ↗677 732                                     | ↗689 008                                     | ↗700 502                                     | ↗712 878                                     | ↗726 781                                     | ↗739 776                                     | ↗753 148                                     | ↗765 171                                     |
| 2017                                         | 2018                                         | 2019                                         | 2020                                         | 2021                                         |                                              |                                              |                                              |                                              |
| ↗773 143                                     | ↗783 156                                     | ↗794 334                                     | ↗803 531                                     | ↗814 461                                     |                                              |                                              |                                              |                                              |

### Этнический состав
В силу исторических причин процент русских в Кызылординской области наименьший, а казахов — наибольший среди всех областей Казахстана. До строительства космодрома Байконура область была единственной, где не было мест компактного проживания русскоязычного населения.

#### По области
|               | 1989, чел. | %       | 1999 , чел. | %       | 2009 , чел. | %       | 2019, чел. | %       |
| ------------- | ---------- | ------- | ----------- | ------- | ----------- | ------- | ---------- | ------- |
| всего         | 574464     | 100,00% | 596215      | 100,00% | 678794      | 100,00% | 794334     | 100,00% |
| Казахи        | 504126     | 87,76%  | 561630      | 94,20%  | 646645      | 95,26%  | 764602     | 96,26%  |
| Русские       | 37960      | 6,61%   | 17155       | 2,88%   | 16146       | 2,38%   | 14628      | 1,84%   |
| Корейцы       | 12047      | 2,10%   | 8982        | 1,51%   | 8190        | 1,21%   | 7428       | 0,94%   |
| Турки         | 821        | 0,14%   | 284         | 0,05%   | 1473        | 0,22%   | 1653       | 0,21%   |
| Татары        | 4538       | 0,79%   | 2309        | 0,39%   | 1789        | 0,26%   | 1549       | 0,20%   |
| Узбеки        | 1752       | 0,30%   | 1051        | 0,18%   | 1302        | 0,19%   | 1540       | 0,19%   |
| Чеченцы       | 1475       | 0,26%   | 742         | 0,12%   | 814         | 0,12%   | 796        | 0,10%   |
| Украинцы      | 3139       | 0,55%   | 844         | 0,14%   | 430         | 0,06%   | 261        | 0,03%   |
| Азербайджанцы | 262        | 0,05%   | 187         | 0,03%   | 232         | 0,03%   | 255        | 0,03%   |
| Киргизы       | 115        | 0,02%   | 83          | 0,01%   | 156         | 0,02%   | 234        | 0,03%   |
| Башкиры       | 524        | 0,09%   | 204         | 0,03%   | 191         | 0,03%   | 168        | 0,02%   |
| Уйгуры        | 91         | 0,02%   | 121         | 0,02%   | 136         | 0,02%   | 156        | 0,02%   |
| Немцы         | 1960       | 0,34%   | 376         | 0,06%   | 177         | 0,03%   | 140        | 0,02%   |
| Греки         | 819        | 0,14%   | 207         | 0,03%   | 137         | 0,02%   | 122        | 0,02%   |
| Молдаване     | 522        | 0,09%   | 189         | 0,03%   | 136         | 0,02%   | 91         | 0,01%   |
| другие        | 4313       | 0,75%   | 1851        | 0,31%   | 840         | 0,12%   | 550        | 0,07%   |

#### По районам
|   |                      | Всего  | Ка- за- хи | %       | Рус- ские | %      | Ко- рей- цы | %      | Тур- ки | %      | Та- та- ры | %      | Уз- бе- ки | %      |
| - | -------------------- | ------ | ---------- | ------- | --------- | ------ | ----------- | ------ | ------- | ------ | ---------- | ------ | ---------- | ------ |
|   | ОБЛАСТЬ              | 678794 | 646645     | 95,26 % | 16146     | 2,38 % | 8190        | 1,21 % | 1473    | 0,22 % | 1789       | 0,26 % | 1302       | 0,19 % |
| 1 | Аральский район      | 70562  | 70430      | 99,81 % | 79        | 0,11 % | 13          | 0,02 % | 0       | 0,00 % | 13         | 0,02 % | 8          | 0,01 % |
| 2 | Жалагашский район    | 35695  | 35276      | 98,83 % | 124       | 0,35 % | 128         | 0,36 % | 1       | 0,00 % | 5          | 0,01 % | 3          | 0,01 % |
| 3 | Жанакорганский район | 70128  | 69422      | 98,99 % | 236       | 0,34 % | 91          | 0,13 % | 183     | 0,26 % | 40         | 0,06 % | 42         | 0,06 % |
| 4 | Казалинский район    | 72315  | 71760      | 99,23 % | 355       | 0,49 % | 26          | 0,04 % | 4       | 0,01 % | 59         | 0,08 % | 80         | 0,11 % |
| 5 | Кармакшинский район  | 50106  | 48401      | 96,60 % | 279       | 0,56 % | 237         | 0,47 % | 1034    | 2,06 % | 50         | 0,10 % | 18         | 0,04 % |
| 6 | Сырдарьинский район  | 38085  | 37388      | 98,17 % | 342       | 0,90 % | 63          | 0,17 % | 0       | 0,00 % | 31         | 0,08 % | 31         | 0,08 % |
| 7 | Шиелийский район     | 75306  | 72232      | 95,92 % | 1842      | 2,45 % | 831         | 1,10 % | 0       | 0,00 % | 92         | 0,12 % | 59         | 0,08 % |
| 8 | Кызылорда, г.а.      | 230422 | 208867     | 90,65 % | 10615     | 4,61 % | 6345        | 2,75 % | 172     | 0,07 % | 1362       | 0,59 % | 936        | 0,41 % |
| 9 | Байконур, г.а.       | 36175  | 32869      | 90,86 % | 2274      | 6,29 % | 456         | 1,26 % | 79      | 0,22 % | 137        | 0,38 % | 125        | 0,35 % |

|   |                      | Всего  | Ка- за- хи | %       | Рус- ские | %      | Ко- рей- цы | %      | Тур- ки | %      | Та- та- ры | %      | Уз- бе- ки | %      |
| - | -------------------- | ------ | ---------- | ------- | --------- | ------ | ----------- | ------ | ------- | ------ | ---------- | ------ | ---------- | ------ |
|   | ОБЛАСТЬ              | 794334 | 764602     | 96,26 % | 14628     | 1,84 % | 7428        | 0,94 % | 1653    | 0,21 % | 1549       | 0,20 % | 1540       | 0,19 % |
| 1 | Аральский район      | 79150  | 79078      | 99,91 % | 29        | 0,04 % | 3           | 0,00 % | 0       | 0,00 % | 7          | 0,01 % | 4          | 0,01 % |
| 2 | Жалагашский район    | 35705  | 35357      | 99,03 % | 100       | 0,28 % | 69          | 0,19 % | 1       | 0,00 % | 4          | 0,01 % | 2          | 0,01 % |
| 3 | Жанакорганский район | 84474  | 83732      | 99,12 % | 229       | 0,27 % | 78          | 0,09 % | 198     | 0,23 % | 33         | 0,04 % | 75         | 0,09 % |
| 4 | Казалинский район    | 77185  | 76834      | 99,55 % | 220       | 0,29 % | 9           | 0,01 % | 0       | 0,00 % | 22         | 0,03 % | 81         | 0,10 % |
| 5 | Кармакшинский район  | 54265  | 52447      | 96,65 % | 297       | 0,55 % | 194         | 0,36 % | 1133    | 2,09 % | 39         | 0,07 % | 33         | 0,06 % |
| 6 | Сырдарьинский район  | 38841  | 38203      | 98,36 % | 317       | 0,82 % | 40          | 0,10 % | 2       | 0,01 % | 22         | 0,06 % | 48         | 0,12 % |
| 7 | Шиелийский район     | 82399  | 79677      | 96,70 % | 1 690     | 2,05 % | 690         | 0,84 % | 0       | 0,00 % | 74         | 0,09 % | 70         | 0,08 % |
| 8 | Кызылорда, г.а.      | 303204 | 283393     | 93,47 % | 9 544     | 3,15 % | 5888        | 1,94 % | 207     | 0,07 % | 1224       | 0,40 % | 1106       | 0,36 % |
| 9 | Байконур, г.а.       | 39111  | 35881      | 91,74 % | 2 202     | 5,63 % | 457         | 1,17 % | 112     | 0,29 % | 124        | 0,32 % | 121        | 0,31 % |

## Экономика
На территории области находится Дощанское нефтяное месторождение.
В Шиелийском районе в апреле 2009 года совместной казахстанско-китайской компанией начата разработка уранового месторождения «Ирколь». Добыча осуществляется методом подземного скважинного выщелачивания.
В Аральском районе возрождается промышленное рыболовство и рыбопереработка, проводится разведка месторождений нефти и газа.
В декабре 2010 года начато строительство газопровода Бейнеу — Бозой — Шымкент, предназначенного для транспортировки газа с месторождений Западного Казахстана для снабжения природным газом юга республики, а также экспортных поставок в газопровод Казахстан — Китай. Длина газопровода составит почти 1,5 тысячи километров, ориентировочная стоимость строительства 3,6 миллиарда долларов США, расчётный срок службы 30 лет. С вводом в эксплуатацию нового газопровода объёмы подачи газа увеличатся в пять раз по Кызылординской области, в 3-4 раза по Южно-Казахстанской, Жамбылской и Алматинской области. На первом этапе, до 2012 года планируется построить участок Бозой — Шымкент пропускной способностью 5 млрд кубометров в год, на втором этапе (2013—2014 годы) — довести мощность газопровода до 10 млрд кубометров в год путём ввода дополнительных компрессорных станций и участка Бейнеу — Бозой.
В 2009 году на территории области было развёрнуто строительство автодороги Западная Европа — Западный Китай. Общая протяжённость дороги составляет 8445 км, из них 2787 км проходят по территории Казахстана, одна треть из них (811 км) прошла по Кызылординской области. Проектом предусмотрены автодорожные мосты через Сырдарью и канал Ширкейли, дорожно-эксплуатационные комплексы, остановочные площадки, автопавильоны, скотопрогоны, электронные табло. Одновременно со строительством отремонтированы и построены дороги в районах области, расположенных вдоль трассы.
Сфера энергетики представлена четырьмя тепловыми электростанциями: Кызылординская ТЭЦ-6, Кызылординская ГТЭС, Байконурская ТЭЦ и ГТЭС Акшабулак.
В сфере пищевой промышленности работают компании «Аралтуз», «Аралбалык».

### Туризм
Главные достопримечательности области:
- Руины древних городищ, крупных торговых центров и ставок степных ханов - Дженд, Жанкент (Янгикент), Сыганак, Чирик-Рабат.
- Мемориальный комплекс поэта-песенника и композитора IX века – Коркыт-ата.
- Заповедник Барсакельмес.
- Река Сырдарья – главная водная артерия Кызылординской области.
- Пустыня Кызылкум.
- Лечебные грязи Жанакоргана.
- Соленое озеро Камыстыбас (Камбаш).

О туристских возможностях области более подробно можно узнать на национальном туристском портале Kazakhstan.travel

## Инвестиционный потенциал
Сегодня в Кызылорде развивается экономика, промышленность, сельское хозяйство, наука и культура. В регионе действуют десятки промышленных предприятий и открыто широкое поле для инвестиции.
Только за 2018 год, объём инвестиций возрос на 25,5 %, в том числе на 37,6 % в обрабатывающую промышленность. Причем рост инвестиций обеспечен в большей степени за счет роста вложения собственных средств предприятий на 22,4 %. По итогам пяти месяцев 2019 года объём инвестиций вырос к уровню 2018 года на 89,8 %, в том числе в 2 раза возрос объём инвестиций в сельское хозяйство. С 2013 года в эксплуатацию введено 71 новое промышленное производство.
В 2018 году Кызылординская область по результатам рейтинга признана лучшим регионом по легкости ведения бизнеса, за что в декабре 2018 года получила специальную премию «Алтын сапа». Количество действующих субъектов МСБ только за последний год возросло на 13,1 % и на 9,1 % за 5 месяцев т. г. По темпам роста этого показателя регион в числе лидеров по стране.

## Акимы
Кзыл-Ординский областной комитет КП Казахстана
Шаблон:Председатели Кзыл-Ординского облисполкома
1. Шаухаманов, Сеилбек Шаухаманович (1992—1995);
2. Сапарбаев, Бердыбек Машбекович (1995—1999);
3. Нургисаев, Серикбай Урикбаевич (28 июля 1999 — апрель 2004);
4. Адырбеков, Икрам Адырбекович (апрель 2004 — январь 2007);
5. Кул-Мухаммед, Мухтар Абрарулы (январь 2007 — март 2008);
6. Куандыков, Болатбек Баянович (12 марта 2008 — январь 2013);
7. Кушербаев, Крымбек Елеуович (с 17 января 2013 — 28 июня 2019);
8. Искаков, Куанышбек Досмаилович(c 28 июня 2019 — 28 марта 2020);
9. Абдыкаликова, Гульшара Наушаевна (c 28 марта 2020 — 7 апреля 2022);
10. Налибаев, Нурлыбек Машбекович (c 7 апреля 2022 года).

## Культурная жизнь
По области действуют 410 государственных организаций культуры и архивов, в том числе 171 дом культуры и клуб, 209 библиотек, 14 музеев, 11 архивов, областной казахский академический музыкально-драматический театр имени Н. Бекежанова, областная филармония, областной центр по развитию народного творчества, государственное учреждение по охране памятников истории и культуры, городской парк культуры и отдыха. В 2018 году наследие Коркыта ата внесено в список нематериального культурного наследия ЮНЕСКО и включено в список мировых шедевров. В 2020 году в целях популяризации наследия Коркыта в областной филармонии создан ансамбль кобызистов. В областной филармонии функционируют оркестр народных инструментов имени Турмагамбета, фольклорный ансамбль «Акмешит», вокально-инструментальный ансамбль «Сыр самалы», камерный оркестр, танцевальный ансамбль «Томирис», в домах культуры и клубах области действуют 63 народных коллектива. По области взяты под государственную охрану 554 объекта историко-культурного наследия, из них 30 памятников истории и культуры республиканского значения, 256 памятников истории и культуры местного значения, 268 из которых, включены в список предварительного учёта объектов историко-культурного наследия. В рамках программы «Рухани жаңғыру» проекта «География святых мест Казахстана» в целях сохранения, изучения и развития туризма с 2013 года введутся археологические раскопки на городищах «Сыганак», «Жанкент», «Сортобе», «Кышкала», «Бабиш Мола», «Асанас». В целях развития инфраструктуры на городищах «Сыганак», «Жанкент» установлены стелы, ограждены территории. За последние годы отреставрировано 16 памятников истории и культуры, сооружено 40 объектов монументального искусства. В рамках программы «Цифровой Казахстан» в целях доступности исторических и святых мест региона разработана интерактивная карта объектов историко-культурного наследия области в 3D-формате и установлены QR-коды на 150 памятниках истории и культуры. За последние годы по области было завершено строительство и сданы в эксплуатацию 29 объектов культуры, в том числе 29 типовых клубов, 6 музеев, 1 здание государственного архива. В 2020 году по программе «Дорожная карта занятости на 2020—2021 годы» было построено 4 объекта, проведены реставрация 1 объекта, капитальный ремонт 3-х, текущий ремонт 14-ти объектов, всего 22 объектов культуры.

## Достопримечательности
- На территории области располагается курган Белтам, датируемый концом X века нашей эры.
- В Кармакшинском районе, в 17 км от села Джусалы расположен мавзолей Коркыт-аты, великого мыслителя, тюркского поэта. 12-метровый монумент установлен на высоком 9-метровом постаменте на берегу реки Сырдарьи. Рядом располагается Мемориальный комплекс «Коркыт ата».